# 卡通黄耆
卡通黄耆（学名：Astragalus schanginianus）是豆科黄芪属的植物。分布于俄罗斯、阿尔泰以及中国大陆的新疆等地，生长于海拔1,500米至1,800米的地区，多生在山坡草地，目前尚未由人工引种栽培。